# Türckische Cammer

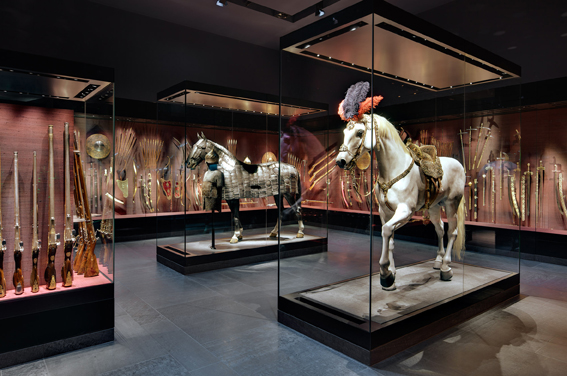
Cabinet turc (Türckische Cammer)

La Türckische Cammer (Cabinet turc) est un musée situé dans le Château de la Résidence de Dresde, en Allemagne. Elle fait partie des Collections Nationales de Dresde. La Türckische Cammer fait partie de la Chambre des armes (Rüstkammer). Elle consiste en une collection séparée qui porte sur l'art de l'Empire ottoman.

## Histoire
Il existait déjà une Türckische Cammer indépendante de la Chambre des armes (Rüstkammer) en 1591 et la première trace du nom Türkische Kammer pour désigner cette collection exotique détenue par les Princes Électeurs de Saxe remonte à 1614.
La Türckische Cammer de Dresde est la plus grande et la plus importante en son genre en Allemagne. Au cours des siècles, des présents diplomatiques et des objets achetés ou gagnés à l’issue de batailles contre l’Empire ottoman sont venus enrichir cette collection qui redonne vie à l’histoire des Turcs. Elle reflète également l’intérêt croissant que portaient les dirigeants de Saxe au développement de la découverte culturelle  de l’Orient, découverte de son mode de vie et de son art, étant donné que certains des objets fortement marqués par l’influence du style ottoman ont été fabriqués dans des ateliers européens.

## Collections

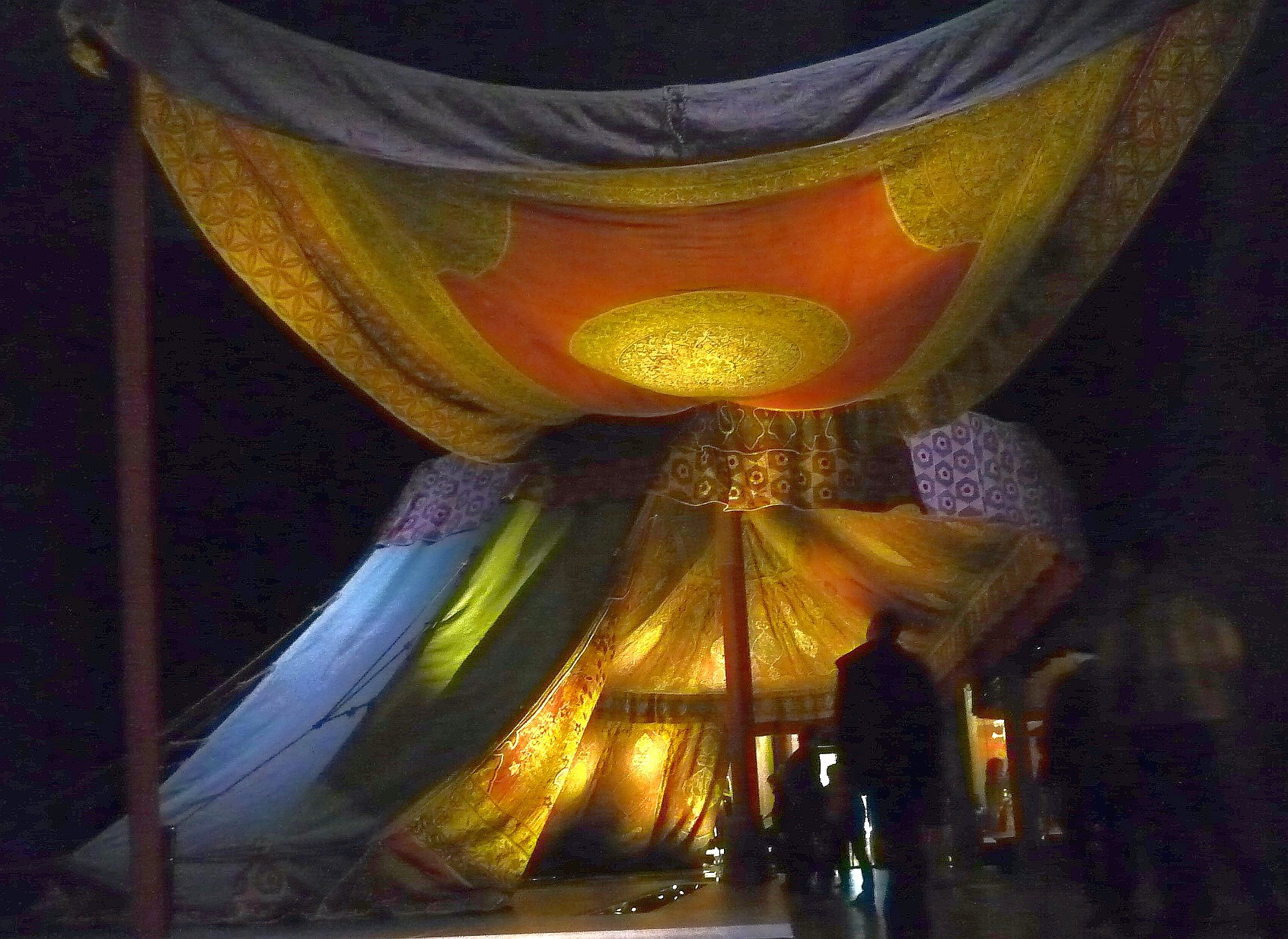
La tente ottomane à trois mâts, objet le plus volumineux de la collection.

Des œuvres  d’art recouvertes d’or et de pierres précieuses provenant des ateliers d’Istanbul et des objets splendides produits en Transylvanie dans le style oriental y sont présentés. Il s’agit d’une des plus magnifiques collections d’armes, de harnachements, de costumes, de tentes ou encore de drapeaux allant du XVIe au XIXe siècle. 
Parmi les plus de 600 objets qui y sont exposés, les attractions principales sont l’ensemble de chevaux en bois à taille réelle, équipés de leurs harnachements d’époque subtilement décorés, et les gigantesques tentes ottomanes. L’une d’elles, la « tente Kyowsy » fait plus de 20 m de long, 6 m de haut et 8 m de large, et a nécessité quinze ans de restauration.

## Source
Brochure de la Türckische Cammer, éditée en 2009 par les Staatlichen Kunstsammlungen Dresden.